# Protilema montanum
Protilema montanum är en skalbaggsart som beskrevs av Kriesche 1923. Protilema montanum ingår i släktet Protilema och familjen långhorningar. Inga underarter finns listade i Catalogue of Life.